# Otok morskih pasa (Američki Djevičanski otoci)
Otok morskih pasa (eng. Shark Island) stjenoviti je otočić 500 metara sjeveroistočno od Prettyklip Pointa na otoku Saint Thomas na Američkim Djevičanskim otocima. Njegova visina je 9 metara. To je kolonija brojnih vrsta morskih ptica, a također je popularno odredište za ronjenje.